# Monumento a Cayetano del Toro (Cádiz)

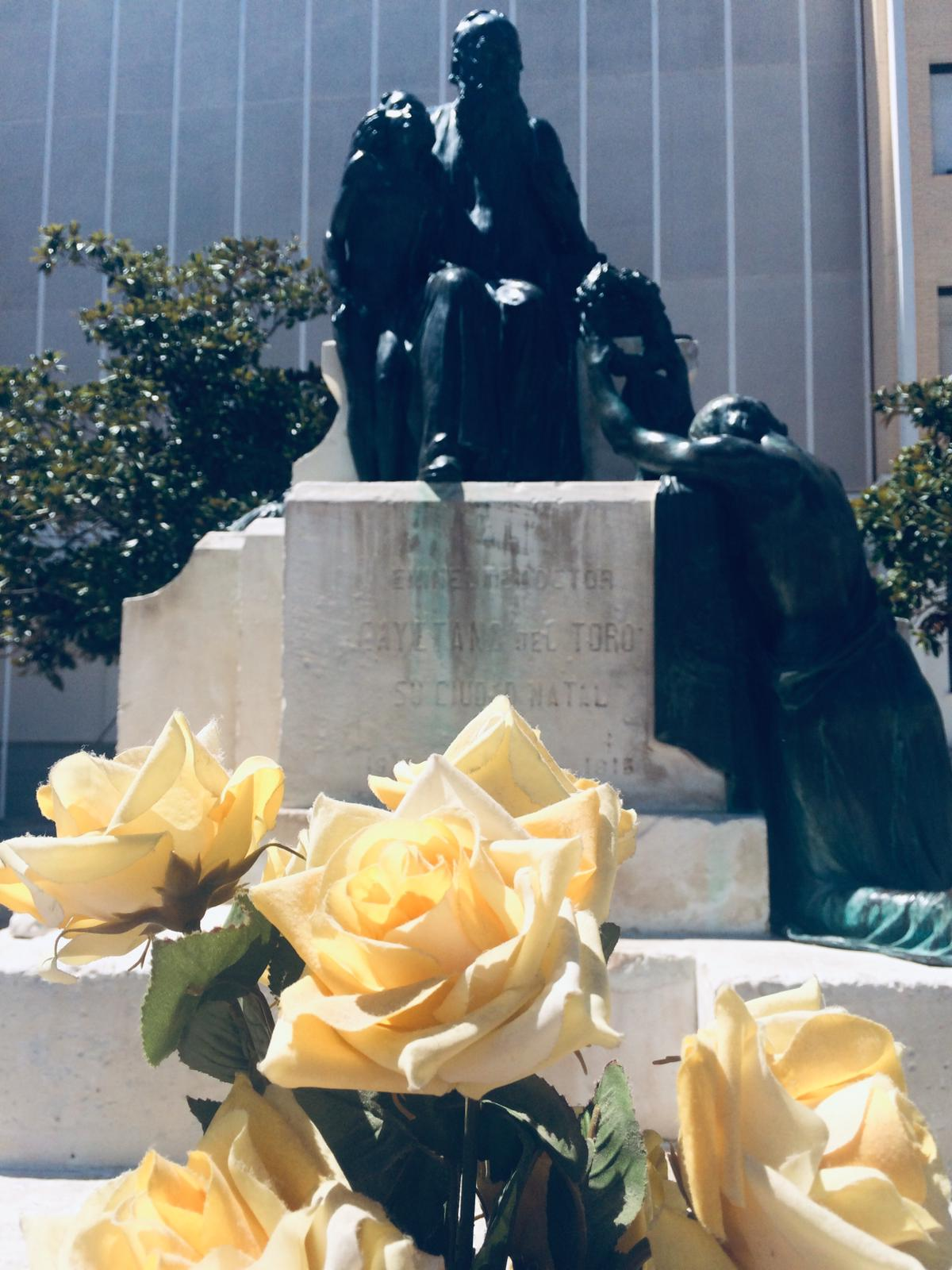
monumento don Cayetano del Toro

El pueblo gaditano, en reconocimiento de gratitud, intentó poner un monumento a don Cayetano del Toro y Quartiellers en la Plaza de Mina, a indicación de la Excma. Sra. Dª Patrocinio de Biedma, deseándose que la esculpiera Mariano Benlliure. Este proyecto no llegó a cristalizar. Cuando ya murió, la Academia Hispanoamericana de Cádiz no quiso retardar más este homenaje y fomentó la colecta que había de erigirlo en la entonces llamada Plaza de Méndez Núñez. Patrocinio de Biedma falleció el 14 de septiembre de 1927, en Cádiz, sin ver cumplido su propósito de la realización del monumento a su amigo Cayetano del Toro.
En 1928, el alcalde Ramón de Carranza retoma el proyecto tratando de recabar la ayuda de Primo de Rivera para que coopere con la iniciativa desde Madrid. En este mismo año se encarga a Gabriel Borrás un boceto concreto para que vaya trabajando en el mismo a partir de fotografías y retratos que le son remitidos con el objetivo de que presente una maqueta del monumento. En el Gran Teatro Falla el domingo 29 de julio de este año, se desarrollaría, a las 9,30 en punto, una “Velada teatral que ofrece la junta organizadora del monumento al ilustre patricio gaditano Excmo. Sr. D. Cayetano del Toro, y cuyos productos son destinados a engrosar la suscripción abierta con dicho fin”. También se organizaron veladas en el Parque Genovés, recitales flamencos, rifas, etc. en otros puntos de la ciudad.
El valenciano Gabriel Borrás mandó su boceto definitivo, la Comisión lo acepta pero le ruega al escultor que sea consciente de la limitación de recursos a la hora de cuantificar su tarifa. El 5 de septiembre de 1928 se firma el contrato y se concede un plazo de seis meses para la conclusión del monumento. Su precio final se estipuló en treinta y cinco mil pesetas, y es designado su emplazamiento en la plaza de Méndez Núñez (hoy Mentidero)

## Inauguración

Dr. don Cayetano del Toro

El 28 de octubre de 1929 llega Primo de Rivera a Cádiz junto con otras personalidades. Este viaje tenía por finalidad recibir un baño de multitudes y adhesiones a la deteriorada imagen del dictador. Tras estos preámbulos, en la Plaza de Méndez Núñez, se coloca la primera piedra del monumento. La realidad parece indicar que el acto, parecía más una excusa para exaltar a Primo de Rivera, que una visita para un acto oficial de inauguración. Acudimos al periódico nacional ABC, del martes 29 de octubre, para comprobar la difusión de aquella jornada << La plaza hallábase adornadísima, y en las tribunas estaban las autoridades e invitados; también se había congregado numeroso público. Ocupaban lugar preferente los doctores D. Enrique y D. Cayetano del Toro, hijo y nieto, respectivamente, del insigne oftalmólogo gaditano, y la Comisión Permanente. Al llegar el presidente fue saludado con una ovación delirante. Bendecida la primera piedra por el párroco D. Antonio Hidalgo, habló el alcalde, marqués de la Villa de Pesadilla, quien elogió la personalidad del doctor Del Toro como médico y como gaditano… >>
Sí es destacable la participación de la ciudad en el acto. En la plaza Méndez Núñez no cabía más gente que la que había (Diario de Cádiz. 28 de noviembre de 1929. El hecho es recogido incluso en los Carnavales de 1930, con coplas como la de la chirigota “Los panchitos del Mistol”
En la plaza del Mentidero
me han puesto ya a don Cayetano
eso se lo ha merecido
por humildad a los gaditanos
como nosotros podamos
vamos a llevarle al monumento
una corona claveles y otra de rosa
por testamento
El monumento cambiará de ubicación en 1963 debido a la reordenación del tráfico por necesidad de mayor radio de giro para los trolebuses y autobuses en la plaza del Mentidero. Se instalará en la plaza Fragela, donde se encuentra a día de hoy (aunque no en la actual ubicación). El monumento estaba situado frente a la entrada principal del Gran Teatro Falla (dando la espalda a la “Casa Fragela”) y se le añadirá un pequeño parterre circundante. En 1974, se reordena la plaza y se ubicará en su actual posición: frente a la puerta principal de la Facultad de Medicina.

## Características

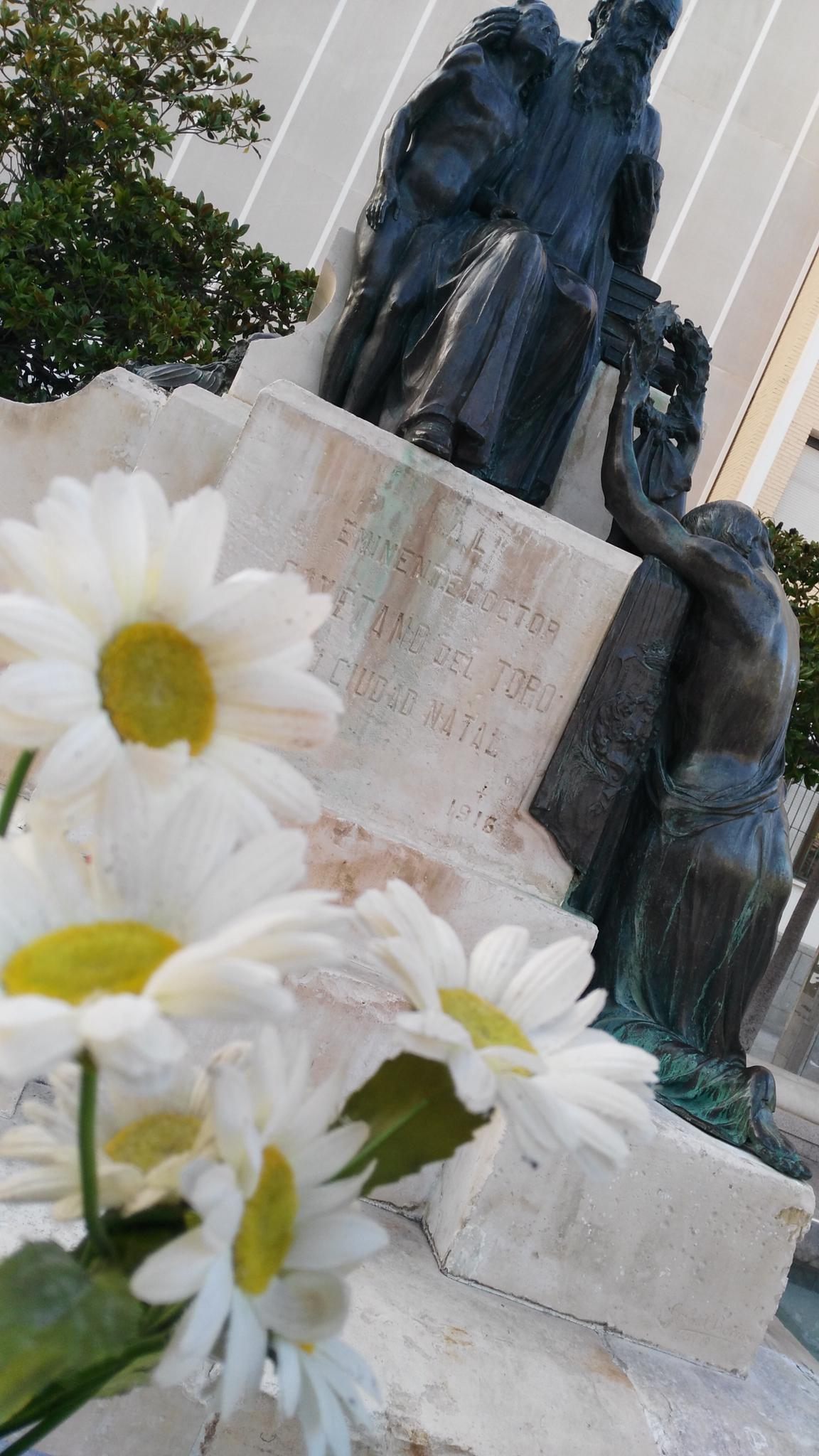
Don Cayetano del Toro

El monumento está formado por un promontorio escalonado, de roca blanca. En lo alto se sienta Cayetano del Toro, con una niña junto a él. A sus pies, más abajo, la madre arrodillada le ofrenda una corona de laurel, de la que penden unas cintas con el escudo de Cádiz. Todas estas imágenes son labradas por Borrás en bronce. En el frontispicio figura escrito
AL EMINENTE DOCTOR CAYETANO DEL TORO SU CIUDAD NATAL, 1842. 1915
En el canto izquierdo dice:
AUTOR DE NUMEROSAS OBRAS CIENTIFICAS DIO GRAN IMPULSO A LA OFTALMOLOGIA
Y en el derecho:
SIENDO PRESIDENTE DE LA DIPUTACION PROVINCIAL Y ALCALDE DE CADIZ HIZO GRANDES REFORMAS DANDO UN GRAN EJEMPLO DE ALTRUISMO Y AMOR A LA CIUDAD
Por la espalda se incrusta en el basamento un bajorrelieve de mármol, con un don Cayetano inclinado sobre un cuerpo yacente, con la que parece ser su madre, en señal de agradecimiento. Se intenta de insinuar una de las lecciones prácticas explicadas a sus alumnos. Debajo se lee: LA CARIDAD, concepto clave en la aspecto filantrópico que siempre tuvo don Cayetano, y encima aparecen los atributos de la Medicina. Toda la obra estuvo hasta los años 50 rodeado de una artística alambrada.
Cada dos de enero, como homenaje al día de su fallecimiento, hay una ofrenda floral en el monumento